# تيد سوليفان
تيد سوليفان (بالإنجليزية: Ted Sullivan) هو مدرب كرة القاعدة ‏ أمريكي، ولد في 17 مارس 1851 في مقاطعة كلير في جمهورية أيرلندا، وتوفي في 5 يوليو 1929 في واشنطن العاصمة في الولايات المتحدة.